# 纳伦区
纳伦区' 是吉尔吉斯斯坦納倫州下辖的一个区。该区治所位于纳伦。该区面积为10,502平方（4,055平方英里），2009年常住人口为44,080人。